# Rebecca Ann Heineman
Rebecca Ann Heineman (Whittier, 30 d'octubre de 1963) és una dissenyadora i programadora de videojocs nord-americana. Heineman va ser membre fundador de les companyies de videojocs Interplay Productions, Logicware, Contraband Entertainment i Olde Sküül. És directora executiva d'Old Sküül des del 2013.

## Vida primerenca
Rebecca Ann Heineman va néixer William Salvador Heineman el 30 d'octubre de 1963 i es va criar a Whittier, Califòrnia. Quan era jove, no es podia permetre el luxe de comprar jocs per al seu Atari 2600, així que va aprendre per si mateixa a copiar cartutxos i es va crear una col·lecció de videojocs pirates considerable. Finalment, es va sentir descontenta amb només copiar jocs i va realitzar enginyeria inversa del codi de la consola per entendre com es feien els jocs. El 1980, Heineman i un amic van viatjar a Los Angeles per competir en una branca regional d'un campionat nacional Space Invaders. Tot i que no esperava quedar entre els 100 millors concursants, va guanyar el concurs. Més tard aquell any, també va guanyar el campionat a Nova York. Per tant, Heineman es considera el primer campió nacional del torneig de videojocs.

## Carrera professional
Després de guanyar el torneig, a Heineman se li va oferir una feina d'escriptor per a la revista mensual Electronic Games i una feina de consultoria per a un llibre anomenat How to Master Video Games. Durant aquest temps, va esmentar a un editor de revistes que havia fet enginyeria inversa del codi Atari 2600, i l'editor va organitzar una reunió entre Heineman i els propietaris de l'editor de jocs Avalon Hill. Quan es va reunir amb ells, va ser contractada com a programadora de manera instantània. Heineman, que en aquell moment tenia 16 anys, es va traslladar als Estats Units per buscar la seva nova feina, cancel·lant els seus plans per adquirir un diploma de secundària. A Avalon Hill, Heineman va crear un manual per a l'equip de programació de l'empresa, el motor de jocs de l'estudi i el codi base per a diversos projectes de programari, inclòs el seu propi primer joc, London Blitz, abans de deixar l'empresa.
Heineman va tornar a Califòrnia per treballar per a un altre desenvolupador, Boone Corporation. Per a Boone, va programar els jocs Chuck Norris Superkicks i Robin Hood, adquirint coneixements de programació per a Commodore 64, Apple II, VIC-20 i IBM PC, de maquinari de videojocs, així com de disseny de videojocs. Boone va deixar les seves operacions el 1983, de manera que Heineman es va unir amb Brian Fargo, Jay Patel i Troy Worrell, i tots quatre van fundar Interplay Productions (més tard conegut com a Interplay Entertainment). Heineman va actuar com a programador principal de l'empresa, treballant a Wasteland, The Bard's Tale, Out of This World i els ports Mac OS i 3DO de Wolfenstein 3D.
Heineman va dissenyar The Bard's Tale III: Thief of Fate, Dragon Wars, Tass Times in Tonetown, Borrowed Time, Mindshadow i The Tracer Sanction, entre d'altres, per a Interplay. A mesura que l'empresa va créixer a més de 500 empleats, Heineman, amb ganes de tornar a les arrels del seu petit equip, va abandonar l'empresa el 1995 i va cofundar Logicware, on va actuar com a directora de tecnologia i programadora principal. A part dels jocs originals, Heineman va supervisar les activitats de portabilitat de la companyia, que incloïen Out of This World, Shattered Steel, Jazz Jackrabbit 2 i un port cancel·lat per a Mac OS de Half-Life.
El 1999, Heineman va fundar Contraband Entertainment, operant com a director executiu. La companyia va desenvolupar diversos jocs originals juntament amb ports a diverses plataformes per a altres desenvolupadors. Entre els projectes liderats per Heineman s'inclouen Myth III: The Wolf Age i Activision Anthology, i els ports de Mac OS per a Aliens vs. Predator, Baldur's Gate II i Heroes of Might and Magic IV. Durant aquest temps, també va oferir treballs de consultoria directament per a altres empreses: va actuar com a "Senior Engineer III" per a Electronic Arts, codi de motor actualitzat per a Barking Lizards Technologies i Ubisoft, codi optimitzat per a Sensory Sweep Studios, va actuar com a arquitecte sènior de programari per a Bloomberg LP i Amazon, van oferir formació sobre desenvolupament de Xbox 360 per als estudis de desenvolupament de Microsoft i van treballar en el codi del nucli per a PlayStation Portable i PlayStation 4 a Sony. Durant el seu mandat a Amazon, Heineman va ser, a més del seu paper tecnològic, també la "Chair Transgender" del grup LGBTQ+ d'Amazon, conegut com a Glamazon.
Contraband es va liquidar el 2013 i Heineman va fundar una nova empresa, Olde Sküül, juntament amb Jennell Jaquays, Maurine Starkey i Susan Manley. A Olde Sküül, Heineman actua com a conseller delegat.

## Vida personal
Al voltant de l'any 2003, a Heineman se li va diagnosticar disfòria de gènere i va començar la transició per viure com a dona. Va canviar formalment el seu nom de pila per Rebecca Ann. Des de la transició, Heineman viu com a lesbiana. Té cinc fills i va estar casada amb Jennell Jaquays fins a la mort d'aquesta última. Heineman resideix a El Cerrito, Califòrnia, on es troba la seva empresa Olde Sküül.

## Servei de junta
Heineman forma part del consell assessor del Museu d'Història del Videojoc des del 2011 i va formar part del consell d'administració de l'organització LGBTQ+ GLAAD.

## Reconeixements

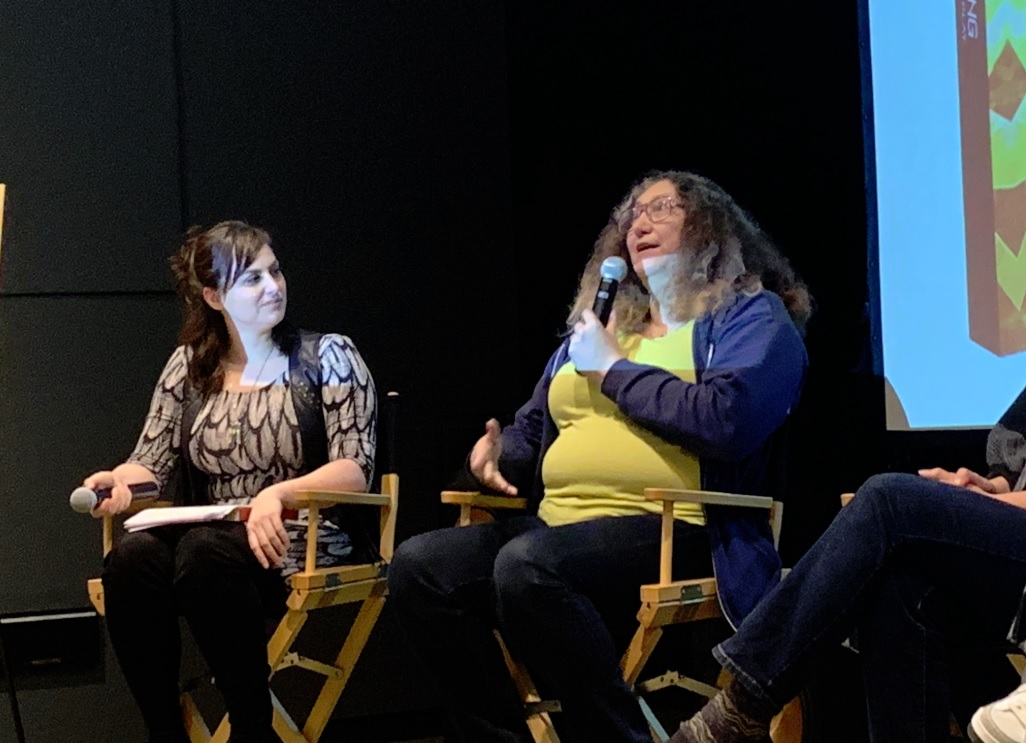
Meagan Marie (esquerra) de Crystal Dynamics i Rebecca Heineman d'Oldsküül.

Heineman és reconeguda com la primera campiona nacional del torneig de videojocs per guanyar el Campionat Nacional d'Invasors de l'Espai de 1980. Sailor Ranko, un còmic de fanficció basat en Sailor Moon de Heineman basat en un treball anterior escrit per Duncan Zillman, ha guanyat diversos premis. També va intentar classificar-se per a la Copa del Món de Fortnite. El 2017, es va convertir en membre de l'⁣International Video Game Hall of Fame.

## Videojocs
- Robin Hood (1983, VIC-20 port)[9]
- Chuck Norris Superkicks (1984, C64/VIC-20 ports)[9]
- The Bard's Tale (1985)
- Borrowed Time (1985)
- Racing Destruction Set (1986, Atari 8-bit family port)
- Tass Times in Tonetown (1986)
- The Bard's Tale III: Thief of Fate (1988)
- Neuromancer (1988)
- Crystal Quest (1989, Apple IIgs port)
- Dragon Wars (1989)
- Track Meet (1991)
- RPM Racing (1991)
- Another World (1992, SNES port)
- Rescue Rover (1993, Apple IIgs port)
- Interplay's 10 Year Anthology: Classic Collection (1993)
- Ultima I: The First Age of Darkness (1994, Apple IIgs port)
- Wolfenstein 3D (1995, Mac/3DO ports)
- Kingdom: The Far Reaches (1995)
- Doom (1996, 3DO port)
- Killing Time (1996, PC port)
- Defiance (1997)
- Tempest 2000 (1998, Mac port)
- Remington Top Shot: Interactive Target Shooting (1998)
- Redneck Rampage (1999, Mac port)
- Jazz Jackrabbit 2 (1999, Mac port)
- Galactic Patrol (1999, Mac port)
- Bugdom (1999)
- Myth III: The Wolf Age (2001)
- Baldur's Gate II: Shadows of Amn (2001, Mac port)
- Nanosaur Extreme (2002)
- Icewind Dale (2002, Mac port)
- Hexen II (2002, Mac port)
- Activision Anthology (2002)
- Medal of Honor: Rising Sun (2003)
- Pitfall: The Lost Expedition (2004)
- Medal of Honor: Pacific Assault (2004)
- GoldenEye: Rogue Agent (2004)
- Medal of Honor: European Assault (2005)
- Command & Conquer 3: Tiberium Wars (2007)
- Alvin and the Chipmunks (2007)
- Chip's Challenge (2015, Windows re-release)